# (164585) Œnomaos
(164585) Œnomaos, désignation internationale (164585) Oenomaos, est un astéroïde troyen jovien.

## Description
(164585) Œnomaos est un astéroïde troyen jovien, camp grec, c'est-à-dire situé au point de Lagrange L4 du système Soleil-Jupiter. Il présente une orbite caractérisée par un demi-grand axe de 5,254 UA, une excentricité de 0,033 et une inclinaison de 14,0° par rapport à l'écliptique.
Il est nommé en référence au personnage de la mythologie grecque Œnomaos, acteur du conflit légendaire de la guerre de Troie. Il a été découvert par Peter Kocher le 13 juillet 2007 à l'Observatoire d'Épendes (proche de Marly, lieu recensé officiellement), situé en Suisse, dans le canton de Fribourg.

## Compléments